# Иконен, Леандер
Карл Леа́ндер И́конен (фин. Karl Leander Ikonen; 14 октября 1860, Йоройнен — 27 апреля 1918, Выборг) — финский преподаватель и общественный деятель, архитектор, представитель эклектического направления.

## Биография
Родился в семье почтальона. Обучался в реальном училище в Куопио, с 1883 года работал архитектором. В 1886—1898 годах преподавал в Куопиоском промышленном училище. Женившись на дочери выборгского предпринимателя Андерса Виклунда, переселился в Выборг, где с 1898 по 1918 год занимал пост ректора Выборгского промышленного училища. Проектировал здания различного назначения с использованием элементов разных архитектурных стилей, в том числе школы, предприятия, жилые дома. Архитектурную и преподавательскую работу совмещал с предпринимательской деятельностью в строительных фирмах Виклунда (вследствие чего появилась одна из его самых значительных работ — дом Виклунда), а также с журналистской работой (был заместителем редактора газеты «Savo-Karjala» в 1896—1898 и главным редактором газеты «Wiipuri» с 1899 по 1900 год). Поздние постройки (такие, как первая очередь здания компании «Киммо») отмечены влиянием идей модерна.
Принимал активное участие в политической и общественной деятельности. Был избран депутатом Финляндского сейма от Финской партии, работал в выборгском городском совете и в казённой палате, возглавлял созданный в 1917 году Карельский гражданский союз. В 1918 году в ходе гражданской войны арестован финскими красногвардейцами и расстрелян в Выборгской губернской тюрьме.
Дочь архитектора, Элли Инкери Иконен, вышла замуж за финского военачальника Аарне Сихво.
Сын — Лаури Иконен, композитор.

## Постройки

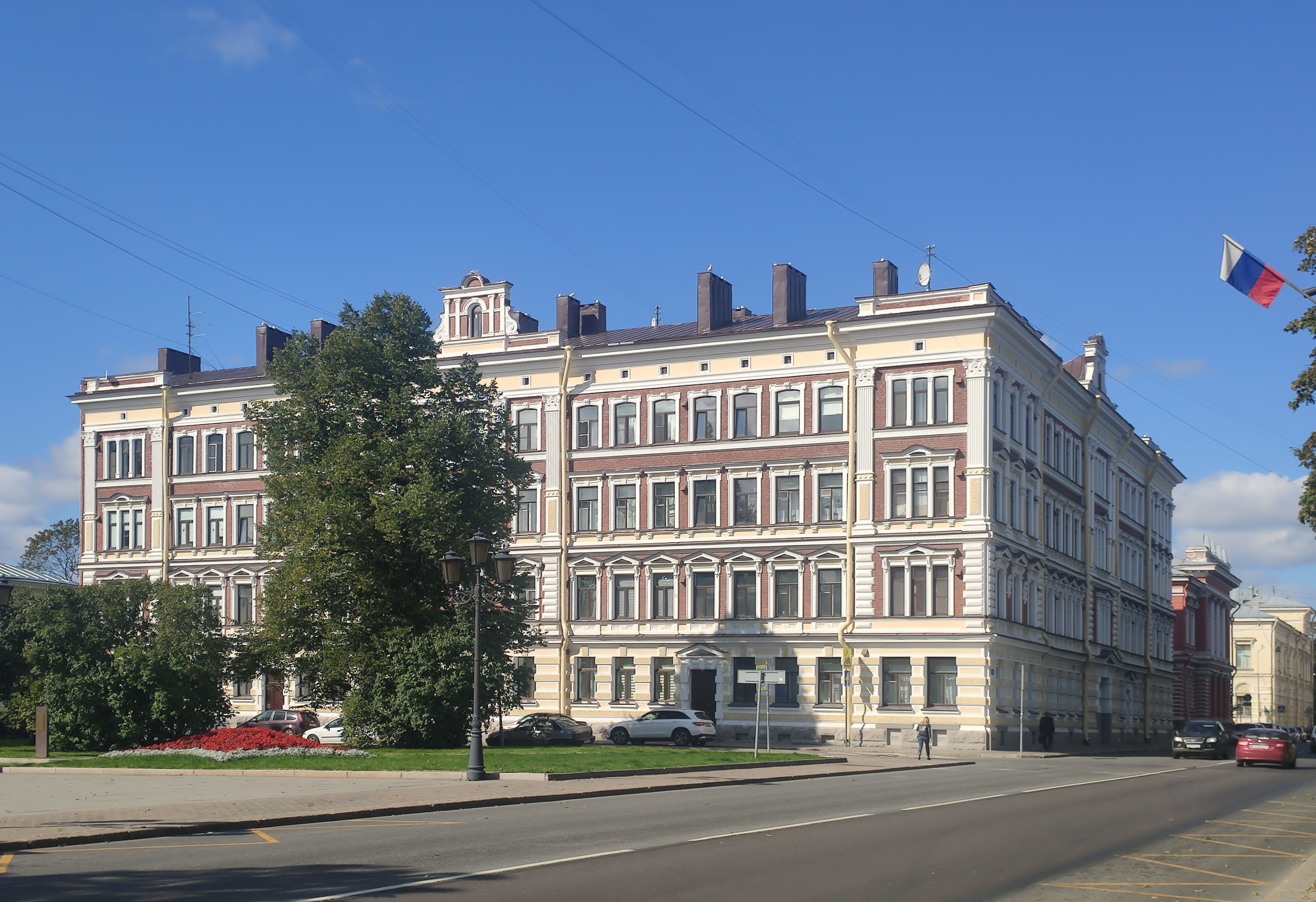
Жилой дом Виклунда (Выборг, 1891 год)
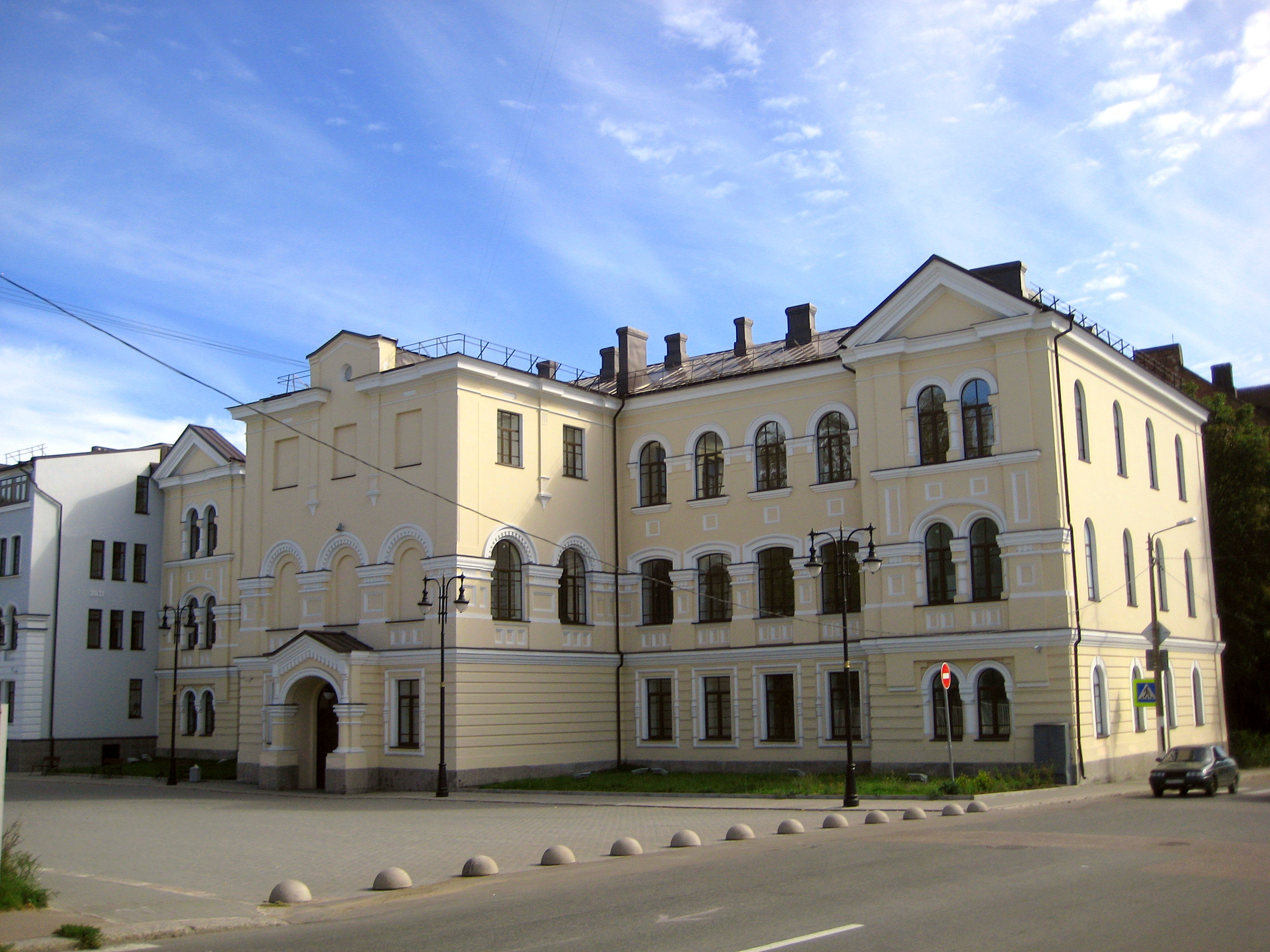
Бывшее русское начальное училище (Выборг, 1896 год)
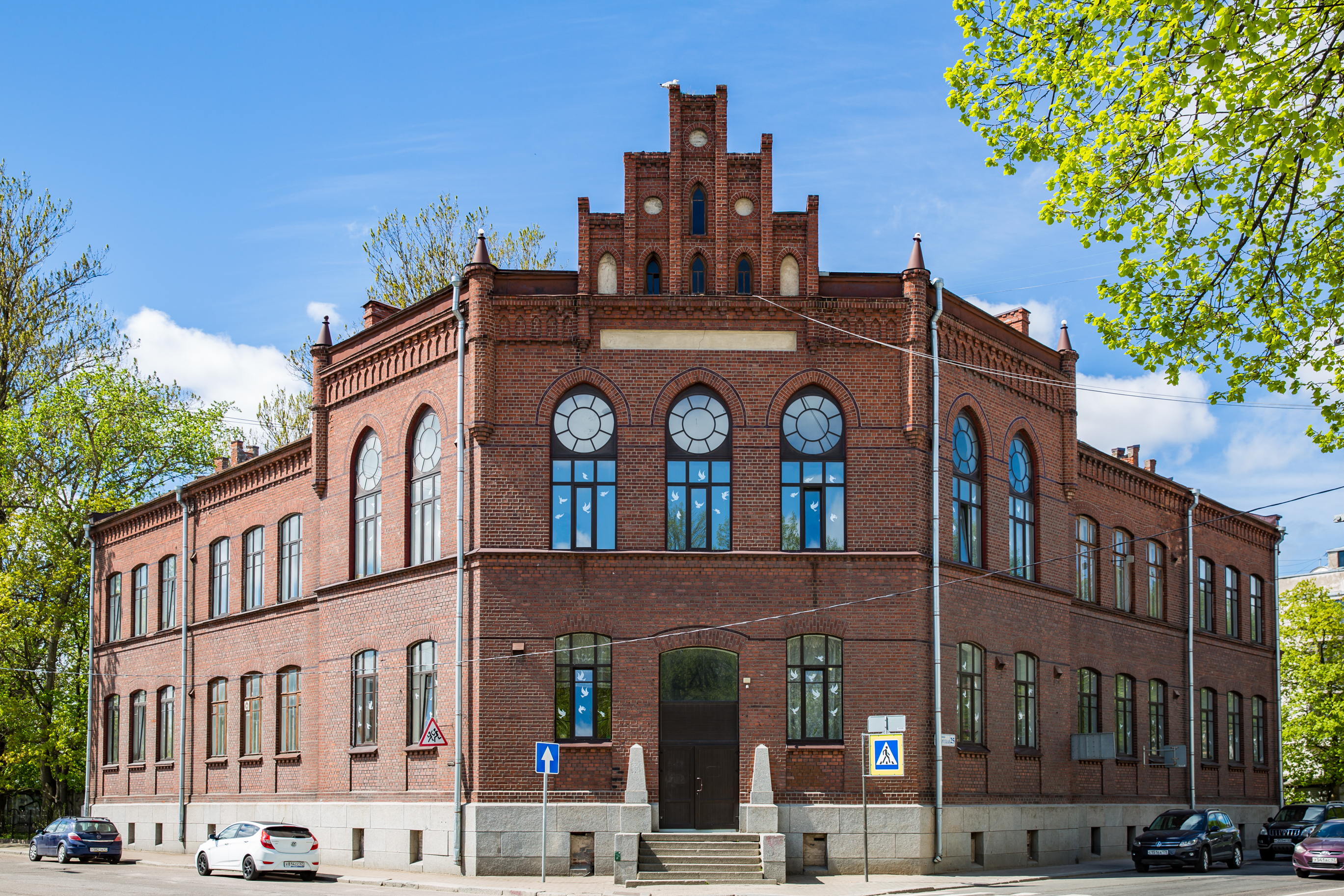
Бывшая финская совместная школа (Выборг, 1903 год)